# Giovanni Biasin
Giovanni Biasin (Venezia, 1835 – Rovigo, 1912) è stato un pittore e decoratore italiano.

## Biografia
Dopo aver partecipato, tredicenne, alla difesa della Repubblica di San Marco a seguito della Primavera dei popoli del 1848, studiò pittura e decorazione nella locale Accademia di Belle Arti.
Nel 1863 fu chiamato a Rovigo per affrescare con soggetti mitologici il salone del palazzo di Antonio Gobatti. Biasin ottenne poi numerosi altri incarichi in Polesine, dove decise di trasferirsi stabilmente. Nel 1867 eseguì il dipinto con le Manifestazioni notturne in piazza Maggiore per l'annessione del Polesine al Regno d'Italia, oggi conservato nella Loggia dei Nodari, sede municipale del capoluogo polesano.
Probabilmente realizzò la decorazione di villa Tracanella (oggi Barbirolli) al fianco di Riccardo Cessi.
Attorno il 1873 decora i soffitti, apponendo anche la firma, del settecentesco Palazzo Rossi a Badia Polesine (RO).
All'Esposizione Nazionale che si tenne nel 1887 a Venezia, Biasin presentò la tempera Panorama di Venezia, un diorama lungo quasi 23 metri, custodita nelle sale della Pinacoteca dell'Accademia e del seminario a Palazzo Roverella, nel quattrocentesco Palazzo Roverella che si affaccia sulla Piazza Vittorio Emanuele II del capoluogo polesano.
Negli stessi anni realizza le decorazioni all'interno del monumentale complesso di origine cinquecentesca  Ca' Conti a Granze (PD), fondata nel 1580 da Alberto Conti e poi agli inizi dell'800 acquistata da Cristoforo Camerini, che ne fece la residenza estiva della famiglia. Nella seconda metà dell'800 la seconda generazione Camerini, con cui il pittore veneziano aveva non solo un legame di amicizia, ma con  cui condivideva anche molti dei suoi ideali politici e patriottici, gli affidò la realizzazione delle decorazioni della parte ottocentesca della villa. La modernità mimetica e fantasiosa del Biasin qui trovò la sua massima espressione. Ne è un esempio la splendida Sala Panoramica o Sala delle Vedute, la cui maquette è stata esposta alla mostra tenutasi a Palazzo Querini Stampalia nel 2021 dedicata alla restaurata veduta della laguna di  Venezia del Biasin, in mostra permanente ora a Palazzo Roverella a Rovigo.
Forte il legame con Rovigo, dove lavorò anche presso Palazzo Camerini.

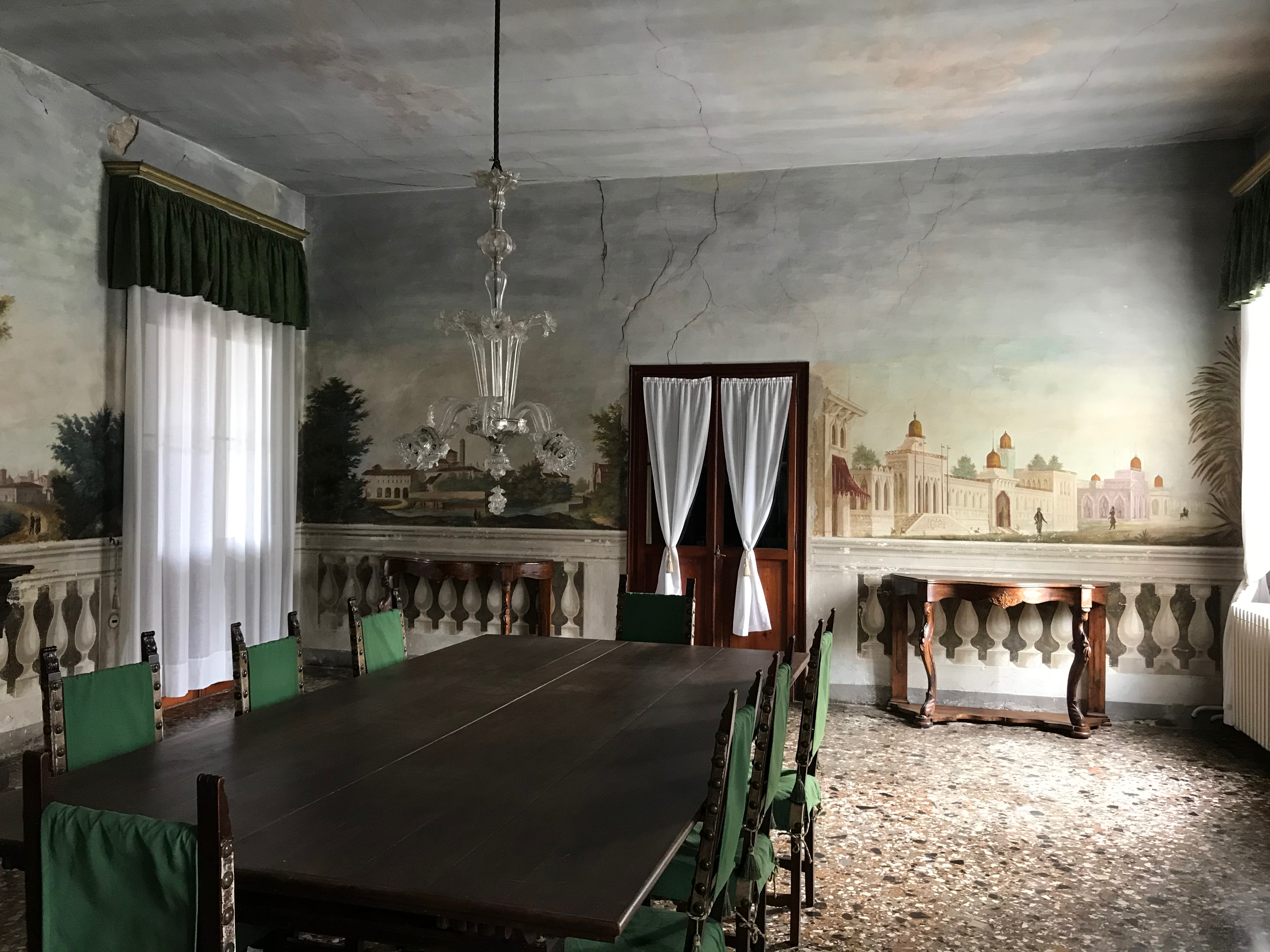
Particolare della Sala delle Vedute realizzata da GIovanni Biasin a Villa Ca' Conti nella seconda metà dell'800.

Al 1887 risale la decorazione dell'attuale gabinetto del Sindaco nel Municipio di Rovigo, di cui poi a fine secolo decorerà anche la facciata (oggi perduta).
Nel 1892 eseguì le decorazioni per l'atrio della Casa di Ricovero di Lendinara.
Nel 1904 gli venne commissionata la decorazione dell'interno Teatro Sociale di Rovigo, dopo che venne ricostruito a seguito dell'incendio che tra il 21 e 22 gennaio 1902 distrusse la sala progettata da Sante Baseggio costruita prevalentemente di legno per le esigenze di acustica. Fu una delle sue ultime imprese, realizzata al fianco del padovano Giovanni Vianello.
Giovanni Biasin e suo figlio Vittorio parteciparono alla vita politica di Rovigo nelle file del radicalismo, a sostegno della giunta di sinistra guidata da Amos Bernini.